# Cormoz
Cormoz – miejscowość i gmina we Francji, w regionie Owernia-Rodan-Alpy, w departamencie Ain.
W Cormoz urodził się wikariusz apostolski Nowej Kaledonii Pierre-Ferdinand Vitte SM.

## Demografia
Według danych na styczeń 2012 r. gminę zamieszkiwało 679 osób, a gęstość zaludnienia wynosiła 34,7 osób/km².